# قشلاق بادار حاجي عبد الله (مقاطعة بيله سوار)
قشلاق بادار حاجي عبد الله (مقاطعة بیله سوار) (بالفارسية: قشلاق پادارحاجی عباداله) هي منطقة سكنية تقع في إيران في أردبيل.